# یوری ساکونتس
یوری نیکلایی ساکونتس (ارمنی: Յուրի Նիկոլայի Սաքունց؛ زادهٔ ۲۵ سپتامبر ۱۹۹۶) کشتی‌گیر اهل ارمنستان است.

## زندگی‌نامه
وی در ۲۵ سپتامبر ۱۹۹۶ در چارنتساوان به دنیا آمد و از [[]] فارغ‌التحصیل گشت. وی برنده جوایزی همچون مدال موسس خورناتسی است.